# マイケル・チクリス
マイケル・チクリス（Michael Chiklis、1963年8月30日 - ）は、アメリカ合衆国の俳優。マサチューセッツ州ローウェル出身。愛称はチック（Chick）、チッキー（Chicky）。チクリス家の出自はギリシャのレスボス島であり、チクリスはイタリア語・スペイン語に堪能である。ギリシア語に関しては、聞き取るのはほぼ完璧にこなせるが、話すのは苦手としている。

## 略歴
チクリスは生来の演技好きで、5歳のころから有名人のまねをしては家族を楽しませていた。さらには地域の劇団に入り、13歳にしてプロの俳優に必要な資格（Equity card）を獲得。その後、ボストン大学演劇学科で美術学士号を得た。
卒業後、ジョン・ベルーシの生涯を描いた映画『ベルーシ/ブルースの消えた夜』（Wired）のオーディションを受け、3年後にジョン・ベルーシを演じることとなった。チクリスは『マイアミ・バイス』『L.A.ロー 七人の弁護士』『TVキャスター マーフィー・ブラウン』『となりのサインフェルド』やアニメ『ファミリー・ガイ』の声など、数多くのドラマにゲスト出演している。
チクリスの代表作として知られるのは『ザ・コミッシュ』（The Commish）と『ザ・シールド ルール無用の警察バッジ』（The Shield）である。この2作品で演じられた主役の役柄は、片方は厳格だがみんなから敬愛される警察本部長、もう一方は犯人検挙のためならどんな手段も厭わない刑事、というように全く異なる。『ザ・シールド』の暴力的描写が物議を醸したもののチクリスの演技が賞賛され、ヴィック・マッキー役でいくつかの賞に輝いた。
宮崎駿作品のアニメ『千と千尋の神隠し』の英語版では千尋の父の声を担当した。
2005年、映画『ファンタスティック・フォー ［超能力ユニット］』・『ファンタスティック・フォー:銀河の危機』でザ・シング（The Thing）を演じ、日本でも知られるようになる。

## 受賞歴
- 2002年、エミー賞ドラマ部門主演男優賞を『ザ・シールド』のヴィック・マッキー役で受賞し、翌年は同じ賞でノミネートされている。
- 2003年、ゴールデングローブ賞テレビ部門ドラマシリーズ主演男優賞を同じ役で受賞。2004年と2005年にもノミネートされた。

## フィルモグラフィー

### 映画
| 年   | 邦題/原題                                                          | 役名                      | 備考       |
| ---- | ------------------------------------------------------------------ | ------------------------- | ---------- |
| 1989 | ベルーシ/ブルースの消えた夜 Wired                                  | ジョン・ベルーシ          |            |
| 1990 | レイン・キラー The Rain Killer                                     | リース                    |            |
| 1995 | ニクソン Nixon                                                     | テレビのディレクター      |            |
| 1998 | ソルジャー Soldier                                                 | ジミー・ピッグ            |            |
| 1999 | タックスマン Taxman                                                | アンドレ                  |            |
| 1999 | 小さな目撃者 Do Not Disturb                                        | ハートマン                |            |
| 2000 | 三ばか大将/芸に賭けた男たち The Three Stooges                      | カーリー                  | テレビ映画 |
| 2000 | ボディ&ソウル/栄光のリング Body and Soul                           | ティニー・オトゥール      |            |
| 2005 | ファンタスティック・フォー ［超能力ユニット］ Fantastic Four       | ベン・グリム / ザ・シング |            |
| 2007 | ブラッド Blood                                                     | ローリンズ刑事            |            |
| 2007 | ファンタスティック・フォー:銀河の危機 4: Rise of the Silver Surfer | ベン・グリム / ザ・シング |            |
| 2008 | イーグル・アイ Eagle Eye                                           | カリスター                |            |
| 2013 | PARKER/パーカー Parker                                             | メランダー                |            |
| 2013 | LIVE AND DIE/リヴ・アンド・ダイ Pawn                               | デリック                  |            |
| 2014 | コーチ・ラドスール 無敵と呼ばれた男 When the Game Stands Tall      | テリー・エイドソン        |            |
| 2016 | ラプチャー -破裂- Rupture                                          | スキンヘッドの男          |            |
| 2016 | ドゥ・オーバー: もしも生まれ変わったら The Do-Over                 | カルミン                  |            |
| 2018 | 1985                                                               | Dale Lester               |            |
| 2019 | 10ミニッツ 10 Minutes Gone                                         | フランク                  |            |
| 2020 | ヒュービーのハロウィーン Hubie Halloween                           | デイヴ神父                |            |
| 2021 | ドント・ルック・アップ Don't Look Up                               | ダン・ポーキティー        |            |

### テレビ
| 年        | 邦題/原題                                                                  | 役名                       | 備考                        |
| --------- | -------------------------------------------------------------------------- | -------------------------- | --------------------------- |
| 1989      | 特捜刑事マイアミ・バイス Miami Vice                                        | ジェフリー・ホワイトヘッド | 1エピソード                 |
| 1990      | TVキャスター マーフィー・ブラウン Murphy Brown                             | トニー・ロケット           | 1エピソード                 |
| 1990-1991 | L.A.ロー 七人の弁護士 L.A. Law                                             | ジミー・ホフス             | 2エピソード                 |
| 1991      | となりのサインフェルド Seinfeld                                            | スティーヴ                 | 1エピソード                 |
| 1991-1996 | ザ・コミッシュ The Commish                                                 | トニー・スカリ             | 主演 92エピソード           |
| 2000-2001 | ファミリー・ガイ Family Guy                                                | 複数の役                   | 声の出演 4エピソード        |
| 2002-2008 | ザ・シールド ルール無用の警察バッジ The Shield                             | ヴィック・マッキー         | 主演 88エピソード           |
| 2010-2011 | パワー・オブ・フォー 普通じゃない家族 No Ordinary Family                   | ジミー・パウエル           | 主演 20エピソード           |
| 2012-2013 | VEGAS/ベガス Vegas                                                         | ヴィンセント・サヴィーノ   | メインキャスト 21エピソード |
| 2014-2015 | アメリカン・ホラー・ストーリー: 怪奇劇場 American Horror Story: Freak Show | デル・トレド               | メインキャスト 9エピソード  |
| 2014      | サンズ・オブ・アナーキー Sons of Anarchy                                   | マイロ                     | 2エピソード                 |
| 2015-2017 | GOTHAM/ゴッサム Gotham                                                     | ナサニエル・バーンズ       | 25エピソード                |
| 2016      | ザ・シンプソンズ the simpsons                                              | 本人役                     | 声の出演 s28e03             |